# Live in Berkeley, CA
Live in Berkeley, CA (August 13, 1982) – album koncertowy King Crimson, wydany w kwietniu 2001 roku nakładem Discipline Global Mobile jako CD. Ukazał się jak nr 16. w serii wydawniczej „The King Crimson Collectors' Club”.

## Album

### Historia
Koncert Live in Berkeley, CA 1982 pochodzi z audycji radiowej FM z ostatniego amerykańskiego dnia trasy zespołu King Crimson, promującej album Beat. Większość wykonanych utworów pochodzi z tego właśnie albumu oraz z poprzedniego – Discipline. Ze starszych nagrań przypomniany został „Red”.

### Lista utworów

#### Wersja pierwotna (2001)
Lista i informacje według Discogs:
| 1.  | Waiting Man          | 9:25    |
|     |                      |         |
| 2.  | Thela Hun Ginjeet    | 7:41    |
|     |                      |         |
| 3.  | Red                  | 6:16    |
|     |                      |         |
| 4.  | The Howler           | 4:58    |
|     |                      |         |
| 5.  | Frame By Frame       | 4:58    |
|     |                      |         |
| 6.  | Matte Kudasai        | 3:30    |
|     |                      |         |
| 7.  | The Sheltering Sky   | 9:10    |
|     |                      |         |
| 8.  | Discipline           | 5:28    |
|     |                      |         |
| 9.  | Neil And Jack And Me | 5:48    |
|     |                      |         |
| 10. | Neurotica            | 5:34    |
|     |                      |         |
| 11. | Elephant Talk        | 5:22    |
|     |                      |         |
| 12. | Indiscipline         | 10:43   |
|     |                      |         |
|     |                      | 1:18:53 |
|     |                      |         |
Koncert zarejestrowano 13 sierpnia 1982 roku w amfiteatrze Hearst Greek Theatre w Berkeley.

### Muzycy
- Robert Fripp – gitara
- Adrian Belew – gitara, śpiew, teksty
- Tony Levin – gitara basowa, Chapman stick
- Bill Bruford – perkusja, instrumenty perkusyjne

### Personel techniczny
- produkcja – Alex R Mundy, David Singleton
- informacje na okladce – Patricia Fripp

Album został wadliwie zmiksowany – prędkość odtwarzania utworów była nieznacznie większa od normalnej. W poprawionej wersji z 2014 roku usunięto ten defekt.

#### Wersja poprawiona (2014)
Lista i informacje według Discogs:
| 1. | Waiting Man       | 9:37  |
|    |                   |       |
| 2. | Thela Hun Ginjeet | 7:51  |
|    |                   |       |
| 3. | Red               | 6:29  |
|    |                   |       |
| 4. | The Howler        | 4:59  |
|    |                   |       |
| 5. | Frame By Frame    | 5:11  |
|    |                   |       |
| 6. | Matte Kudasai     | 3:37  |
|    |                   |       |
|    |                   | 37:44 |
|    |                   |       |

| 1. | The Sheltering Sky   | 9:36  |
|    |                      |       |
| 2. | Discipline           | 5:42  |
|    |                      |       |
| 3. | Neil And Jack And Me | 6:02  |
|    |                      |       |
| 4. | Neurotica            | 5:48  |
|    |                      |       |
| 5. | Elephant Talk        | 5:35  |
|    |                      |       |
| 6. | Indiscipline         | 11:08 |
|    |                      |       |
|    |                      | 43:51 |
|    |                      |       |

## Odbiór

### Opinie krytyków
| Recenzje      | Recenzje |
| Publikacja    | Ocena    |
| ------------- | -------- |
| AllMusic      | [ 1 ]    |
| Prog Archives | 3.48/5.0 |
| Teraz Rock    | [ 5 ]    |

Lindsay Planer z AllMusic jest zdania, iż „ten konkretny występ w Greek Theatre emanuje energią i witalnością, której wydaje się brakować innym podczas tej trasy. (...) Pełne pasji wykonania 'The Howler'i 'Neurotica' podkreślają ten zestaw”. Zdaniem autora te i inne utwory, jak: 'Indiscipline', 'Matte Kudasai', 'Neil and Jack and Me' oraz 'Red' „zawierają charakterystyczne aranżacje, które wydają się być unikalne dla tego wcielenia zespołu”.
Jordan Babula z magazynu Teraz Rock uważa, że „miks jest dobry, ale poszczególne ścieżki szumią i są bardzo zniekształcone”.